# Автошлях Т 0227
Автошля́х Т 0227 — автомобільний шлях територіального значення у Вінницькій області. Пролягає територією Козятинського району через Білопілля — Козятин — Вівсяники. Загальна довжина — 54,6 км.

## Маршрут
Автошлях проходить через такі населені пункти:
| Автошлях Т 0227    |        |
| Вінницька область  |        |
| Козятинський район |        |
| Білопілля          | Т 0606 |
| Вернигородок       |        |
| Іванківці          |        |
| Козятин            | Н02    |
| Сигнал             |        |
| Миколаївка         |        |
| Самгородок         |        |
| Збараж             |        |
| Вівсяники          | Т 0203 |